# Yes! (Jason Mraz)
Yes! è il quinto album discografico in studio del cantautore Jason Mraz, pubblicato nel luglio 2014 da Atlantic Records.

## Il disco
Alla realizzazione del disco ha collaborato la band folk Raining Jane. Il singolo Love Someone è stato diffuso nel maggio 2014. Riguardo alle vendite, il disco ha debuttato alla posizione #2 della classifica Billboard 200, mentre in Italia il disco ha debuttato alla posizione #54 della classifica FIMI.

## Tracce
1. Rise – 1:29
2. Love Someone – 4:16
3. Hello, You Beautiful Thing – 3:34
4. Long Drive – 3:50
5. Everywhere – 3:24
6. Best Friend – 3:19
7. Quiet – 4:18
8. Out of My Hands – 3:26
9. It's So Hard to Say Goodbye to Yesterday – 2:58
10. 3 Things – 2:54
11. You Can Rely on Me – 3:43
12. Back to the Earth – 3:46
13. A World with You – 4:39
14. Shine – 6:04

## Formazione
- Jason Mraz - voce, chitarra, piano

Raining Jane
- Mai Bloomfield - violoncello, glockenspiel, strumenti vari, cori
- Becky Gebhardt - basso, sitar
- Chaska Potter - chitarra, mandolino, ukulele, cori
- Mona Tavakoli - batteria, percussioni, cori

## Classifiche
| Classifica (2014) | Posizione massima |
| ----------------- | ----------------- |
| Australia         | 17                |
| Austria           | 32                |
| Belgio (Fiandre)  | 43                |
| Belgio (Vallonia) | 22                |
| Canada            | 2                 |
| Danimarca         | 14                |
| Francia           | 36                |
| Germania          | 22                |
| Italia            | 54                |
| Norvegia          | 24                |
| Paesi Bassi       | 1                 |
| Regno Unito       | 18                |
| Spagna            | 14                |
| Stati Uniti       | 2                 |
| Svizzera          | 8                 |